# Renault Type P
Der Renault Type P war ein frühes Personenkraftwagenmodell von Renault. Der Sportwagen war nur als zweisitziger Phaeton erhältlich.

## Beschreibung
Das Modell löste den Renault Type I ab. Die nationale Zulassungsbehörde erteilte am 18. Mai 1903 seine Zulassung. Es gab keinen Nachfolger.
Ein wassergekühlter Vierzylindermotor mit 100 mm Bohrung und 120 mm Hub leistete aus 1885 cm³ Hubraum 12 PS. Die Motorleistung wurde über eine Kardanwelle an die Hinterachse geleitet. Die Höchstgeschwindigkeit war je nach Übersetzung mit 71 km/h bis 85 km/h angegeben.
Das Fahrgestell wog 400 kg. 

## Autorennen
Eines dieser Fahrzeuge wurde 1903 beim Autorennen von Paris nach Madrid eingesetzt.